# 谢鑫 (作家)
谢鑫（1978年—），中国儿童作家，为中国作家协会会员，中国科普作家协会会员，发表、出版儿童文学作品计800万字，见诸国内百余家报刊，著有70多本童话、小说，并受聘担任《快乐大侦探》特约编辑。中国未成年人网小记者名家点评团成员。

## 主要作品
- 课外侦探组丛书
- 洛克王国·魔法侦探丛书
- 乔冬冬奇趣幻想丛书
- 侦探BOY杜奇丛书